# سبزقبای گلوآبی
سبزقبای گلوآبی (نام علمی: Eurystomus gularis) نام یک گونه از تیره سبزقبا است.